# Gouvernorat de Kesrouan-Jbeil
Le gouvernorat de Kesrouan-Jbeil ((ar) كسروان - جبيل) est une subdivision administrative située au centre du Liban
Sa capitale est la ville Jounieh.

## Présentation

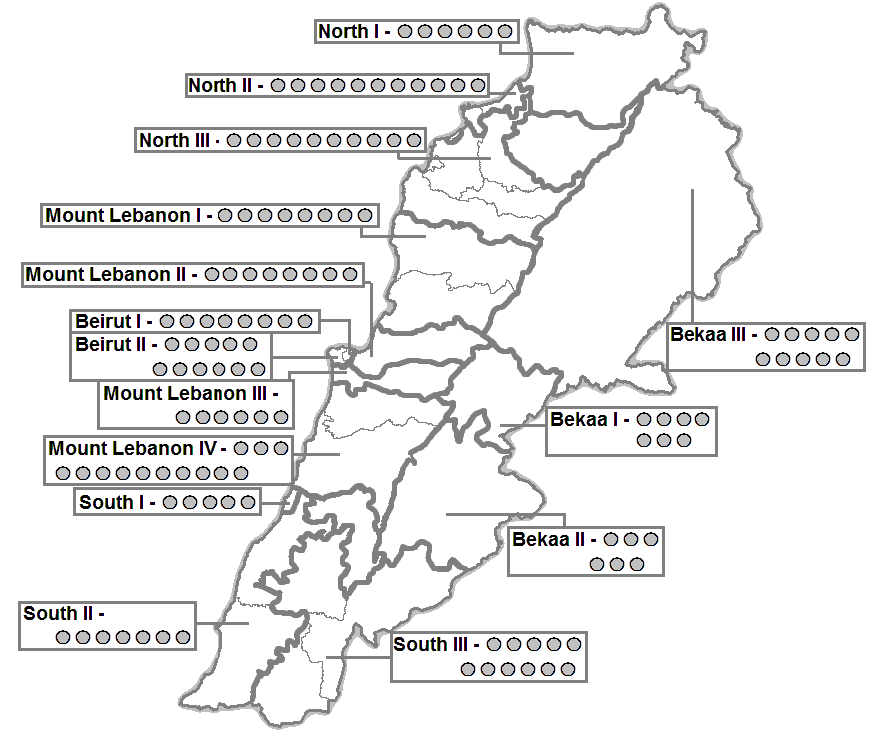
Répartition des sièges par circonscription

Créé par la loi 52 du 7 septembre 2017 le gouvernorat de Kesrouan-Jbeil est le gouvernorat du Liban le plus récent.
D'une superficie de 722 km2, il est divisé en deux districts :
- District de Kesrouan
- District de Jbeil

Il est délimité au nord par le gouvernorat du Liban-Nord, à l'est par le gouvernorat de Baalbek-Hermel, au sud par le gouvernorat du Mont-Liban et à l'ouest par la mer Méditerranée.
À la fin de 2017, sa population était estimée à 282 222. Les maronites constituent la majorité de la population du gouvernorat, et les chiites sont le deuxième groupe confessionnel le plus important. Lors des élections législatives de 2018, le gouvernorat de Kesrouan-Jbeil a formé la circonscription électorale du Mont Liban I qui s'est vu attribuer huit sièges parlementaires. Sept maronites et un chiite ont été élus.
Une proposition visant à séparer les districts de Jbeil et Kesrouan du gouvernorat du Mont-Liban a été soumise pour la première fois au Parlement en 2003. Le nouveau gouvernorat a finalement été créé par la publication de la loi 52 le du 7 septembre 2017 et la mise en œuvre du gouvernorat a débuté en 2020 avec la nomination de sa première gouverneure, Pauline Dib